# Macaranga ribesioides
Macaranga ribesioides är en törelväxtart som beskrevs av John Gilbert Baker. Macaranga ribesioides ingår i släktet Macaranga och familjen törelväxter. Inga underarter finns listade i Catalogue of Life.